# Charlie Davis (giocatore di football americano)
Charlie Davis (Wortham, 17 novembre 1951) è un ex giocatore di football americano statunitense che ha militato nel ruolo di defensive tackle nella National Football League (NFL).

## Carriera
Davis fu scelto nel corso del nono giro (229º assoluto) del Draft NFL 1974 dai Pittsburgh Steelers. Con essi giocò come riserva nella stagione 1974 che vide la vittoria del primo Super Bowl della storia della squadra contro i Minnesota Vikings. Fu scambiato con i St. Louis Cardinals il 15 settembre 1975, giocandovi fino al 1979, dopo di che passò un'ultima stagione con gli Houston Oilers (1980). La miglior partita della carriera di Davis fu nei divisional playoff del 1975 contro i Los Angeles Rams quando mise a segno 5 sack e recuperò un fumble.

## Palmarès

### Franchigia
- Super Bowl : 1

Pittsburgh Steelers: IX
- American Football Conference Championship: 1

Pittsburgh Steelers: 1974